# Peter Pett

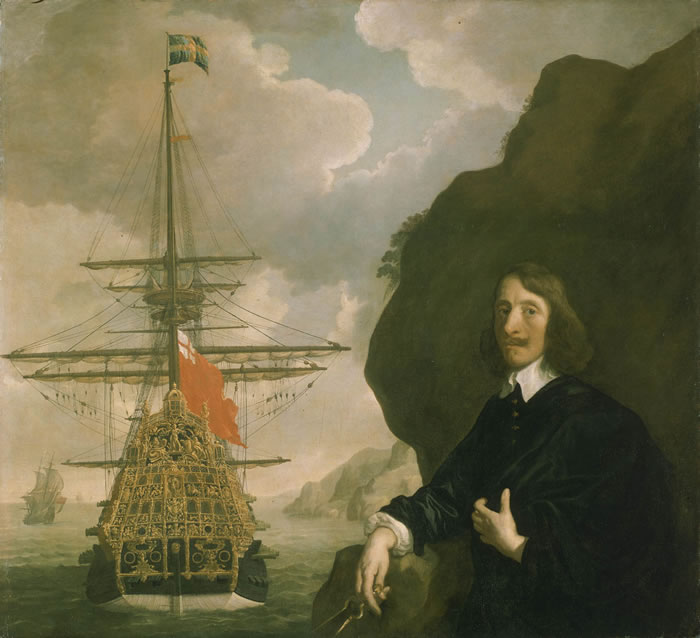
Peter Pett sportretowany wraz z okrętem "Sovereign of the Seas"

Peter Pett (ur. 1610, zm. 1672) – angielski XVII-wieczny szkutnik i drugi komisarz do spraw floty w Chatham (w latach 1647–1668).
Peter Pett był synem Phineasa Petta, głównego szkutnika (Master Shipwright) w Chatham, pochodzącego ze słynnej angielskiej rodziny szkutników z czasów Tudorów i Stuartów, znanych jako "dynastia Pettów". Pozycja zajmowana przez jego ojca ułatwiła mu karierę, kiedy zdecydował się kontynuować rodzinną tradycję, należy jednak podkreślić, że ucząc się od Phineasa, Peter okazał się zdolnym szkutnikiem. Peter Pett pracował pod kierunkiem ojca przy projekcie i budowie, wodowanego w 1637 roku "Sovereign of the Seas". W 1641 roku Peter Pett przebudował w stoczni w Woolwich, zbudowany przed laty przez jego ojca, "Prince Royal". W 1645 roku, na prywatne zamówienie hrabiego Warwick, Peter Pett zbudował w Ratcliffe, na wzór fregat korsarskich z Dunkierki, okręt IV rangi "Constant Warwick", uważany za pierwszą angielską fregatę (zakupiony następnie przez marynarkę wojenną Republiki w 1649).
W 1647 roku Peter Pett został mianowany drugim komisarzem do spraw floty w Chatham, obejmując obok dotychczasowych spraw projektowych, funkcje administracyjne. W czasie Republiki Angielskiej (Commonwealth of England, 1649–1660), Pett, dysponujący dużą wiedzą i doświadczeniem, nadal pracował nad wieloma projektami okrętów dla floty Commonwealthu, takimi jak wodowana w Deptford w 1650 fregata III rangi "Fairfax" (należąca do typu Speaker) oraz fregata IV rangi "Ruby" (wodowana w Deptford w 1651). Potwierdzeniem umiejętności Petta jako szkutnika była budowa flagowego okrętu okresu Protektoratu, liniowca I rangi "Naseby" (późniejszy HMS "Royal Charles" (1655) – bardzo udanego jako żaglowiec (według ówczesnych opisów „nadzwyczajny okręt w swojej kategorii, wybijający się w większości przymiotów”).
Po restauracji monarchii w Anglii w 1660 roku Peter Pett zachował swoje stanowisko i kontynuował karierę jako urzędnik królewski. Podczas drugiej wojny angielsko-holenderskiej, w 1667 roku miał miejsce atak na Medway, katastrofalny dla angielskiej floty. Peter Pett, oskarżony o niedopełnienie obowiązków i obwiniany za niedostateczną ochronę floty w Chatham, został zmuszony do ustąpienia ze stanowiska komisarza floty. W oczach ówczesnej opinii publicznej było jasne, że Pett stał się kozłem ofiarnym z powodu niekompetencji wyższych rangą dowódców floty, nie wyłączając króla Karola II, czego dowodzi satyryczny wiersz napisany przez polityka i poetę Andrew Marvella, członka Parlamentu, szydzący z osób w rzeczywistości odpowiedzialnych za klęskę.
Peter Pett wycofał się z życia publicznego, zmarł kilka lat później w 1672 roku.